# Sandro Joan
Sandro Joan (Roma, 20 settembre 1939 – Lucca, 16 luglio 2015) è stato un calciatore italiano.

## Carriera
Cresciuto nella Libertas Centocelle, debuttò in serie A con la Lazio nel 1959-60, ma non riuscì ad imporsi coi biancocelesti, che presto lo cedettero in serie C al Cosenza dove ottenne la promozione in serie B.
Le sue più grandi soddisfazioni sportive le raggiunse militando nel Verona e soprattutto nel Pisa che nel 1967-68 approdò in serie A grazie anche al suo decisivo apporto in zona goal. In quella stagione infatti Joan risultò il secondo cannoniere della squadra con 12 reti assieme a Manservisi, futuro campione d'Italia con la Lazio.
Mezzapunta talentuosa, Joan era l'uomo dell'ultimo passaggio, capace di smarcare gli attaccanti con passaggi di grande precisione, ma sapeva anche essere lui stesso finalizzatore della manovra offensiva come dimostrano i 73 goal realizzati nell'arco della sua carriera.
In carriera ha totalizzato complessivamente 23 presenze e 3 reti in serie A, 182 presenze e 38 reti in serie B ed una presenza in Coppa delle Alpi.

## Palmarès

### Club

#### Competizioni nazionali
- Campionato italiano Serie C: 1

Cosenza: 1960-1961 (girone C)